# ای‌آر ارابه‌ران
ای‌آر ارابه‌ران یک ستاره است که در صورت فلکی ارابه‌ران قرار دارد.